# Kvidinge
Kvidinge è un'area urbana della Svezia situata nel comune di Åstorp, contea di Scania.
La popolazione risultante dal censimento 2010 era di 1 854 abitanti.